# Säkerhet (filosofi)
Säkerhet är den epistemiska egenskapen att en viss tro eller mängd trosuppfattningar inte kan rationellt betvivlas av en viss person. En tro är säker om och endast om personen som håller den tron inte kan vara misstagen om dess sanning.